# Bolsa de Praga
La Bolsa de Praga (en checo: Burza cenných papírů Praha, a.s. o BCPP) existe en su forma actual desde el 24 de noviembre de 1992. Aunque ya existía una bolsa en Praga desde 1861, tras la Segunda Guerra Mundial fue cerrada por las autoridades de la República Socialista de Checoslovaquia. Desde el 9 de diciembre de 2008, pertenece a la Bolsa de Viena.
El índice bursátil de referencia de esta bolsa es el Index PX.